# ネガティブ・ケイパビリティ

ウィリアム・ヒルトンによるジョン・キーツの肖像画（1822年頃）

ネガティブ・ケイパビリティ（英語: negative capability）は詩人ジョン・キーツが不確実なものや未解決のものを受容する能力を記述した言葉。日本語訳は定まっておらず、「消極的能力」「消極的受容力」「否定的能力」など数多くの訳語が存在する。帚木蓬生の著書『ネガティブ・ケイパビリティ 答えの出ない事態に耐える力』によると、悩める現代人に最も必要と考えるのは「共感する」ことであり、この共感が成熟する過程で伴走し、容易に答えの出ない事態に耐えうる能力がネガティブ・ケイパビリティである。キーツが発見し、第二次世界大戦に従軍した精神科医ビオンにより再発見された。

## 理論
キーツの「ネガティブ・ケイパビリティ」の理論は1817年12月21日日曜日付けの弟宛ての書簡に表明されている：

私はディルクにさまざまなテーマで論争ではないが長い説明をした。私の心の中で数多くのことがぴたりと符合しハッとした。特に文学において、人に偉業を成し遂げしむるもの、シェイクスピアが桁外れに有していたもの――それがネガティブ・ケイパビリティ、短気に事実や理由を求めることなく、不確かさや、不可解なことや、疑惑ある状態の中に人が留まることが出来る時に見出されるものである。

キーツは、偉人たち（特に詩人）には全ての物事が解決できるものではないということを受け入れる能力があるのだと信じた。ロマン主義者としてのキーツは想像の中で見出される真実により神聖な真正性に接することが出来るのだと考えた。そのような真正性は他の手段によっては理解し得ず、よってキーツは「不確かさ」と書いた。この「不確かさの中（にあること）」は俗世のすぐそこにある現実と、より完全に理解された存在のさまざまな可能性との狭間にある場所であった。これはキーツの「多くの部屋のある館」（en:Mansion of Many Apartments）というメタファーと関係している。
キーツはこの概念を多くの詩の中で探求したと考えられる：
- La Belle Dame sans Merci: A Ballad（バラッド「つれなき美女」） (1819)
- Ode to a Nightingale（「ナイチンゲールに寄せて」） (1819)
- The Fall of Hyperion: A Dream（「ハイペリオンの没落：夢」） (1819)
- Ode on a Grecian Urn（「ギリシアの壺に寄せて」） (1819)

ネガティブ・ケイパビリティは、意図的に心を柔軟に持つ状態として他の作家たちの文学的・哲学的スタンスにも並行して見出される。1930年代には、アメリカ合衆国の哲学者ジョン・デューイが、デューイ自身の哲学的プラグマティズムに影響したとしてキーツのネガティブ・ケイパビリティを引用し、キーツの手紙が「生産的思考の心理学を数多くの論文よりも豊富に含んでいる」と書いた。
ネイサン・スコットは著書『ネガティブ・ケイパビリティ――新しい文学と宗教状況の研究』において、ネガティブ・ケイパビリティはマルティン・ハイデッガーの「ゲラッセンハイト」の概念、「我々にとって不確かさや不可解さたり得るものの中に物事がそのままあるに委せることを可能にする精神の自由さ」と比較されてきたと指摘した。
キーツの伝記作家ウォルター・ジャクソン・ベイトは1968年の『ネガティブ・ケイパビリティ――キーツにおける直感的アプローチ』でこのアプローチを詳細に追求している。作家フィリップ・プルマンはファンタジー小説『神秘の短剣』においてキーツの手紙を引用しそれを顕著に具現化した。